# Эль-Монте (Чили)
Эль-Монте (исп. El Monte) — город в Чили. Административный центр одноимённой коммуны. Население города — 22 284 человека (2002).   Город и коммуна входит в состав провинции Талаганте и Столичной области.

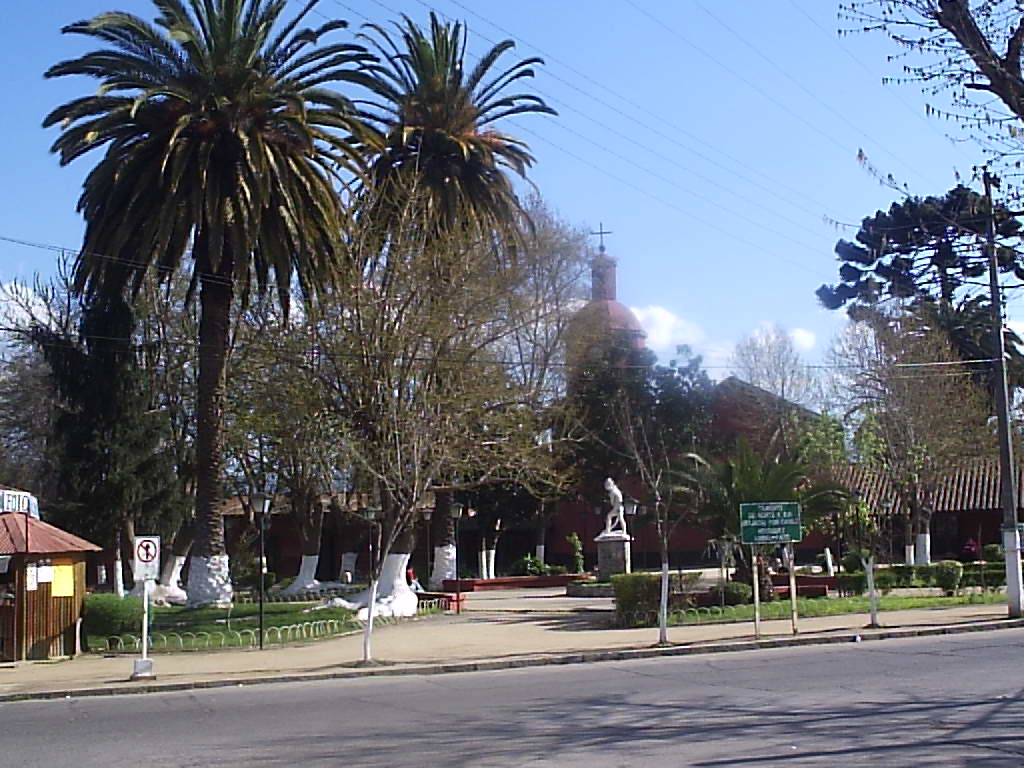
Площадь Независимости

Территория — 118 км². Численность населения — 35 923 жителя (2017). Плотность населения — 304,4 чел./км².

## Расположение
Город расположен в 43 км на юго-запад от столицы Чили города Сантьяго.
Коммуна граничит:
- на севере — c коммуной Мелипилья
- на северо-востоке — c коммуной Пеньяфлор
- на востоке — с коммуной Талаганте
- на юге — c коммуной Исла-де-Майпо
- на западе — c коммуной Мелипилья

## Демография
Согласно сведениям, собранным в ходе переписи 2017 г. Национальным институтом статистики (INE),  население коммуны составляет:
| Полное население                          | Полное население                          | Полное население                          | Полное население                          | Полное население                          | 35 923 |
| ----------------------------------------- | ----------------------------------------- | ----------------------------------------- | ----------------------------------------- | ----------------------------------------- | ------ |
| в том числе:                              | Городское население                       | 30 045                                    | Процент городского населения, %           | 83,64                                     |        |
|                                           | Сельское население                        | 5 878                                     | Процент сельского населения, %            | 16,36                                     |        |
|                                           | Мужское население                         | 17 793                                    | Процент мужского населения, %             | 49,53                                     |        |
|                                           | Женское население                         | 18 130                                    | Процент женского населения, %             | 50,47                                     |        |
| Плотность населения, чел./км²             | Плотность населения, чел./км²             | Плотность населения, чел./км²             | Плотность населения, чел./км²             | Плотность населения, чел./км²             | 304,4  |
| Население коммуны в % к населению области | Население коммуны в % к населению области | Население коммуны в % к населению области | Население коммуны в % к населению области | Население коммуны в % к населению области | 0,51   |

| Динамика изменения населения коммуны | Динамика изменения населения коммуны | Динамика изменения населения коммуны | Динамика изменения населения коммуны |
| ------------------------------------ | ------------------------------------ | ------------------------------------ | ------------------------------------ |
| 1992                                 | 2002                                 | 2012                                 | 2017                                 |
| 21 882                               | 26 459▲                              | 32 468▲                              | 35 923▲                              |

## Важнейшие населенные пункты[4]
| № | Населённый пункт                     | Населённый пункт (исп.)         | Категория | Население чел. (2002) | На карте                        |
| - | ------------------------------------ | ------------------------------- | --------- | --------------------- | ------------------------------- |
| 1 | Эль-Монте (вкл.Эль-Пайко и Ло-Чакон) | El Monte - El Paico - Lo Chacón | город     | 22 284                | 33°40′46″ ю. ш. 70°59′21″ з. д. |
| 2 | Эль-Пайко-Альто                      | El Paico Alto                   | поселок   | 441                   | 33°39′37″ ю. ш. 71°02′47″ з. д. |
| 3 | Чиньиуэ-Лос-Килос                    | Chiñihue Los Quilos             | поселок   | 251                   | 33°41′22″ ю. ш. 71°04′44″ з. д. |
| 4 | Лос-Ольмос                           | Los Olmos                       | поселок   | 167                   | 33°39′29″ ю. ш. 71°00′11″ з. д. |
| 5 | Эль-Росарио                          | El Rosario                      | поселок   | 152                   | 33°38′35″ ю. ш. 71°00′57″ з. д. |
| 6 | Чиньиуэ-Эль-Кристо                   | Chiñihue El Cristo              | поселок   | —                     | 33°41′05″ ю. ш. 71°06′05″ з. д. |

## Известные уроженцы
- Гонсалес Вера, Хосе Сантос (1897—1970) — чилийский писатель и литературный критик. Лауреат Национальной премии Чили по литературе 1950 года.